# KkStB 70 sorozat
A kkStB 70 sorozat egy tehervonati szerkocsisgőzmozdony-sorozat volt a cs. kir. osztrák Államvasutaknál (k. k. Staatsbahnen. kkStB), amely mozdonyok eredetileg a Kaiserin Elisabeth-Bahn-tól (KEB) származtak.
Az első nyolc mozdonyt 1873-ban szállította a Szász gépgyár (Sächsischen Maschinenfabrik) Chemnitz-ből 642-650 gyári számokon a Kaiserin Elisabeth-Bahnnak. A mozdonyok a számokon kívül neveket is kaptak: LIETZEN, RADSTADT, TAUERN, WERFEN, LOFER, ZELL, LEND, ABTENAU és WÖRGL. A TAUERN 1873-ban a Bécsi Világkiállításon díszoklevelet kapott.
További 16 mozdonyt szállított 1874 és 1875-ben a bécsújhelyi és a floridsdorfi mozdonygyár.
A mozdonyok belsőkeretesek és belső vezérlésűek voltak és a KEB-nél az V-ös sorozatot képezték.
A KEB államosításaután a kkStB a mozdonyokat a kkStB 70 sorozatba osztotta. 1888 után új kazánt kaptak. A táblázat tartalmazza az új kazán méreteit, melyek részletekben eltértek.
Az első világháború után két db mozdony a BBÖ-höz került, ahol 1936-ban selejtezték őket. A ČSD-hez öt mozdony került a 402.0 sorozatba és egészen 1940-ig üzemeltek. Néhány mozdony CFR állományba került.

## Fordítás
- Ez a szócikk részben vagy egészben  a   kkstb 70 című német Wikipédia-szócikk fordításán alapul.  Az eredeti cikk szerkesztőit annak laptörténete sorolja fel. Ez a jelzés csupán a megfogalmazás eredetét és a szerzői jogokat jelzi, nem szolgál a cikkben szereplő információk forrásmegjelöléseként. Az eredeti szócikk forrásai szintén ott találhatóak.